# Ihlowerfehn
Ihlowerfehn ist der Hauptort der Gemeinde Ihlow im Landkreis Aurich in Ostfriesland und hatte im Januar 2023 2245 Einwohner. Der Ort wurde im Jahre 1780 als Fehnsiedlung gegründet und entwickelte sich in den folgenden Jahrzehnten zum Mittelpunkt dessen, was heute die Gemeinde Ihlow ist. Ihlowerfehn ist über die Kreisstraße 111 mit der Kreisstadt Aurich sowie mit der Anschlussstelle Riepe an der A 31 verbunden.

## Lage und Geologie
Ihlowerfehn liegt im Zentrum der Gemeinde Ihlow, etwa neun Kilometer südsüdwestlich von Aurich. Im Ortsgebiet dominieren Gley-Podsol-Böden, die auf Höhen von 0,8 bis 1,4 m ü. NN ansteigen. Im Westen dehnt sich Bereich mit Hochmoor und Deckkulturbodenauflage aus, im Osten dominiert Gley-Grund. Östlich des Ortes erstreckt sich der Ihlower Forst, ein zirka 350 Hektar großes Waldstück, der ein beliebtes Naherholungsgebiet ist. Inmitten des Forstes liegen die Überreste des Klosters Ihlow, eines Zisterzienserklosters, das von 1228 bis 1528 bestand. In den 1990er Jahren wurde im Ort das Freizeitgebiet Ihler Meer geschaffen: ein künstlicher See, um den sich Wohngebiete und Freizeiteinrichtungen gruppieren.
In Ihlowerfehn befinden sich das Rathaus der Gemeinde, eine Mehrzweckhalle  sowie die Hermann-Tempel-Gesamtschule, die das Schulzentrum der Gemeinde darstellt. In den vergangenen Jahren wurde die Infrastruktur durch die Ansiedlung von Einzelhandelsgeschäften deutlich ausgebaut.

## Geschichte

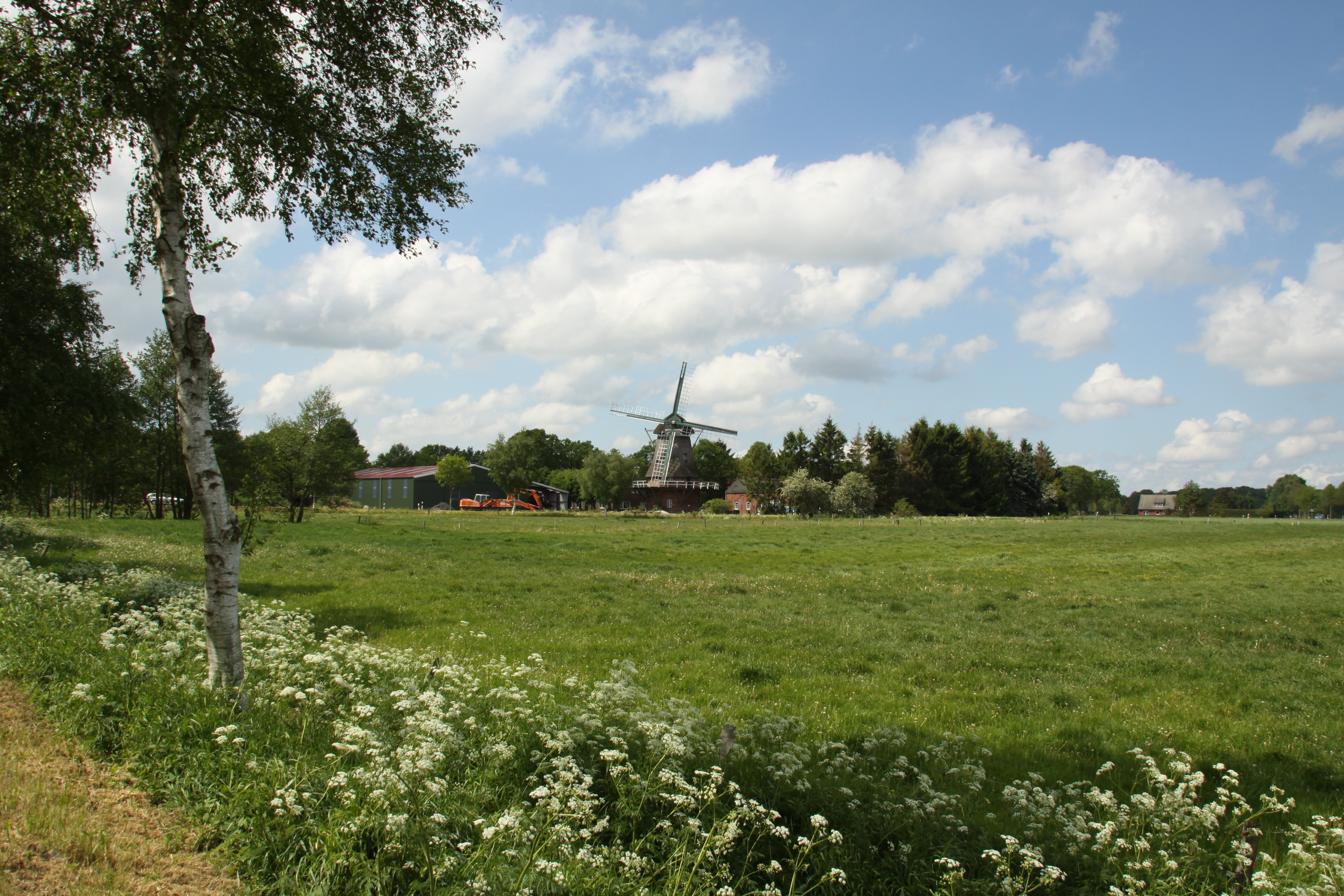
Die Windmühle „Berta“ in Ihlowerfehn

Lammert Harms Aden, Haye Gerdes Aden, Siebe(rt) Ecken Wultzen, Lücke Claessen und Otto Claessen gründeten die Fehnsiedlung 1780 in einem ehemals dem Kloster Ihlow zugehörigen Hochmoor westlich des Ihlower Forstes. Ihren Ursprung hat die Siedlung an einen nördlichen Seitenarm des Krummen Tiefs, den unteren Abschnitt des Reihertiefs. Dieser wurde ausgebaut und später nach Westen ausgedehnt. 1804 wird der Ort erstmals als „Ihlower Vehn“ bezeichnet. Die heutige Schreibung ist seit 1852 belegt. Die Fehn-Siedlung wurde benannt nach dem alten Klostersitz Ihlow. In kirchlicher Hinsicht gehörte Ihlowerfehn von 1780 bis 1790 zur Kirchengemeinde Weene und von 1790 bis 1899 zur Kirchengemeinde Bangstede. Die Gründung der eigenständigen Kirchengemeinde Ihlow erfolgte am 22. Juni 1899. Die Grundsteinlegung der Ihlower Kirche fand am 6. August 1901 und die Einweihung am 9. Februar 1902 statt. Ende März 1902 wurde die Pfarrkollaboratur in eine eigenständige Pfarrstelle umgewandelt, am 29. April 1902 das Pfarrhaus fertiggestellt und im Mai 1902 Pastor Siefkes eingeführt.
Am 1. Juli 1972 wurde Ihlowerfehn in die neue Gemeinde Ihlow eingegliedert. Der Gemeinderat wählte den Ort am 4. Dezember 1972 mit einer Stimme Mehrheit zum Hauptsitz der Gemeindeverwaltung.

## Politik
Der Ortsrat, der den Ortsteil Ihlowerfehn vertritt, setzt sich aus fünf Mitgliedern zusammen. Die Ratsmitglieder werden durch eine Kommunalwahl für jeweils fünf Jahre gewählt. Die aktuelle Amtszeit begann am 1. November 2021 und endet am 31. Oktober 2026.
Bei der Kommunalwahl 2021 ergab sich folgende Sitzverteilung:
| Ortsrat 2021Insgesamt 5 Sitze - SPD: 3 - Grüne: 1 - UWG: 1 |

## Windmühle „Berta“
Als Wahrzeichen des Ortes gilt die Windmühle „Berta“, die sich auf einem Privatgelände des Ortes befindet.
Bereits 1794 wurde eine gebrauchte Rossmühle aus Landschaftspolder in Ihlowerfehn errichtet. Nach Außerbetriebnahme 1870, wurde im selbigen Jahr die Getreidemühle „Berta“, auch „de Bergsche Mühle“ genannt, gebaut. Es handelt sich um einen einstöckigen Galerie-Holländer mit Steert. Mühlenoberteil und Mühlenkappe des aus Ziegelsteinen gebauten Achtkants sind mit Reet abgedeckt. Das Flügelsystem hat heute wie ursprünglich auch vier Segelgatterflügel, zeitweise hatte sie auch einmal vier Jalousieflügel bzw. je zwei Jalousie- und Segelgatterflügel gehabt. Der Flügeldurchmesser, auch Flucht genannt, beträgt 20,60 m. Die mit Wind betriebene Mühle wurde 1962 stillgelegt; 1966 erfolgte die Abnahme der Mühlenkappe und der Flügel.
Nachdem der Verfall der Mühle bereits weit fortgeschritten war, wurden 1981 durch die Gemeinde Ihlow erste Maßnahmen zur Sanierung der Mühle eingeleitet. In den Jahren 1983 bis 1988 wurden Mauerwerk, Galerie, Reetabdeckung, Mühlenkappe und Flügel wieder hergestellt, der Sekundärantrieb, ein Dieselmotor, wieder einsatzfähig gemacht.
Inzwischen ist die Mühle in ihrer Gesamtform wieder hergestellt und kann von Außen besichtigt werden.
Die vorhandene Mühlentechnik, ein Feinmehlgang, ein Schrotgang sowie ein Peldegang, ist funktionsfähig.

## Persönlichkeiten
- Karl-Heinrich Bieritz (1936–2011), evangelisch-lutherischer Theologe
- Albert Voß (* 1951), Fußballtorwart